# Houzeauina rakhadiae
Houzeauina rakhadiae är en mossdjursart som beskrevs av Ratna Guha och Gopikrishna 2007. Houzeauina rakhadiae ingår i släktet Houzeauina och familjen Smittinidae. Inga underarter finns listade i Catalogue of Life.